# Eugen Hahn (Bassist)
Eugen Hahn (* 25. November 1941 in Bochum; † 22. Dezember 2020 in Frankfurt am Main) war ein deutscher E-Bassist. Später war er mehr als 30 Jahre Manager eines Jazzclubs in Frankfurt am Main.

## Leben
Hahn wurde in Bochum geboren. 1944 zog er mit seiner Familie ins brandenburgischen Eberswalde. Danach lebte er in der DDR und spielte als Bassist in diversen ostdeutschen Bands, unter anderem seit 1961 im Sextett von Klaus Lenz.
1968 gründete er gemeinsam mit Hugo Laartz die Modern Soul Band, die die populär werdende Musikrichtung Soul aufgriff. Dieser gehörte er bis 1976 an und ist auf dem gleichnamigen Album für Amiga zu hören. Er begleitete u. a. Manfred Krug und Armin Mueller-Stahl.
1986 übernahm er mit seiner damaligen Ehefrau Regine Dobberschütz den 1952 gegründeten Jazzkeller Frankfurt von dem Posaunisten Albert Mangelsdorff und führte ihn mehr als 30 Jahre. Hahn war in dieser Zeit auch für die musikalische Programmauswahl verantwortlich: Unter anderem holte er Dizzy Gillespie, Chet Baker, Archie Shepp oder Flora Purim zu Konzerten; bei dieser Neuausrichtung büßte der Keller zunächst seine Funktion als Szenetreff ein.
Hahn verstarb nach kurzer Krankheit im Dezember 2020 im Alter von 79 Jahren.

## Diskografie
- 1974: Klaus Lenz Modern Soul Big Band (Amiga)
- 1976: Modern Soul Band: Modern Soul Band (Amiga)
- 2007: Uschi Brüning & Klaus Lenz Big Band: Live '71-'77 (Kompilation)